# Frank Baltrusch
Frank Baltrusch (n. 21 martie 1964, Magdeburg, RDG) este un înotător ce a reprezentat Germania, medaliat olimpic. A participat la o ediție a Jocurilor Olimpice (1988) în care a câștigat o medalie de argint.